# Aeglopsis chevalieri
Aeglopsis chevalieri är en vinruteväxtart som beskrevs av Walter Tennyson Swingle. Aeglopsis chevalieri ingår i släktet Aeglopsis och familjen vinruteväxter. Inga underarter finns listade i Catalogue of Life.